# Lauderdale-by-the-Sea
Lauderdale-by-the-Sea és una població dels Estats Units a l'estat de Florida. Segons el cens de l'1 de juliol de 2006 tenia 5.990 habitants.

## Demografia
Segons el cens del 2000, Lauderdale-by-the-Sea tenia 2.563 habitants, 1.529 habitatges, i 608 famílies. La densitat de població era de 1.940,4 habitants/km².
Dels 1.529 habitatges en un 7% hi vivien nens de menys de 18 anys, en un 34,4% hi vivien parelles casades, en un 3,5% dones solteres, i en un 60,2% no eren unitats familiars. En el 50,2% dels habitatges hi vivien persones soles el 21% de les quals corresponia a persones de 65 anys o més que vivien soles. El nombre mitjà de persones vivint en cada habitatge era d'1,68 i el nombre mitjà de persones que vivien en cada família era de 2,38.
Per edats la població es repartia de la següent manera: un 8% tenia menys de 18 anys, un 2,6% entre 18 i 24, un 25,4% entre 25 i 44, un 30,2% de 45 a 60 i un 33,9% 65 anys o més.
L'edat mediana era de 54 anys. Per cada 100 dones de 18 o més anys hi havia 99,4 homes.
La renda mediana per habitatge era de 38.804 $ i la renda mediana per família de 56.010 $. Els homes tenien una renda mediana de 41.424 $ mentre que les dones 26.591 $. La renda per capita de la població era de 34.216 $. Entorn del 3,8% de les famílies i el 8,4% de la població estaven per davall del llindar de pobresa.

## Poblacions més properes
El següent diagrama mostra les poblacions més properes.